# Малая Лумарь (Нижегородская область)
 Малая Лумарь  — деревня в Тоншаевском районе Нижегородской области.

## География
Расположена на расстоянии примерно 29 км на восток-юго-восток по прямой от районного центра посёлка Тоншаево.

## История
Известна с 1872 года как деревня Лумарь малая с 12 дворами и 89 жителями. С 2004 по 2020 год в составе Кодочиговского сельсовета.

## Население
Постоянное население составляло 1 человек (мари 100%) в 2002 году, 1 в 2010.